# Adrian Burri

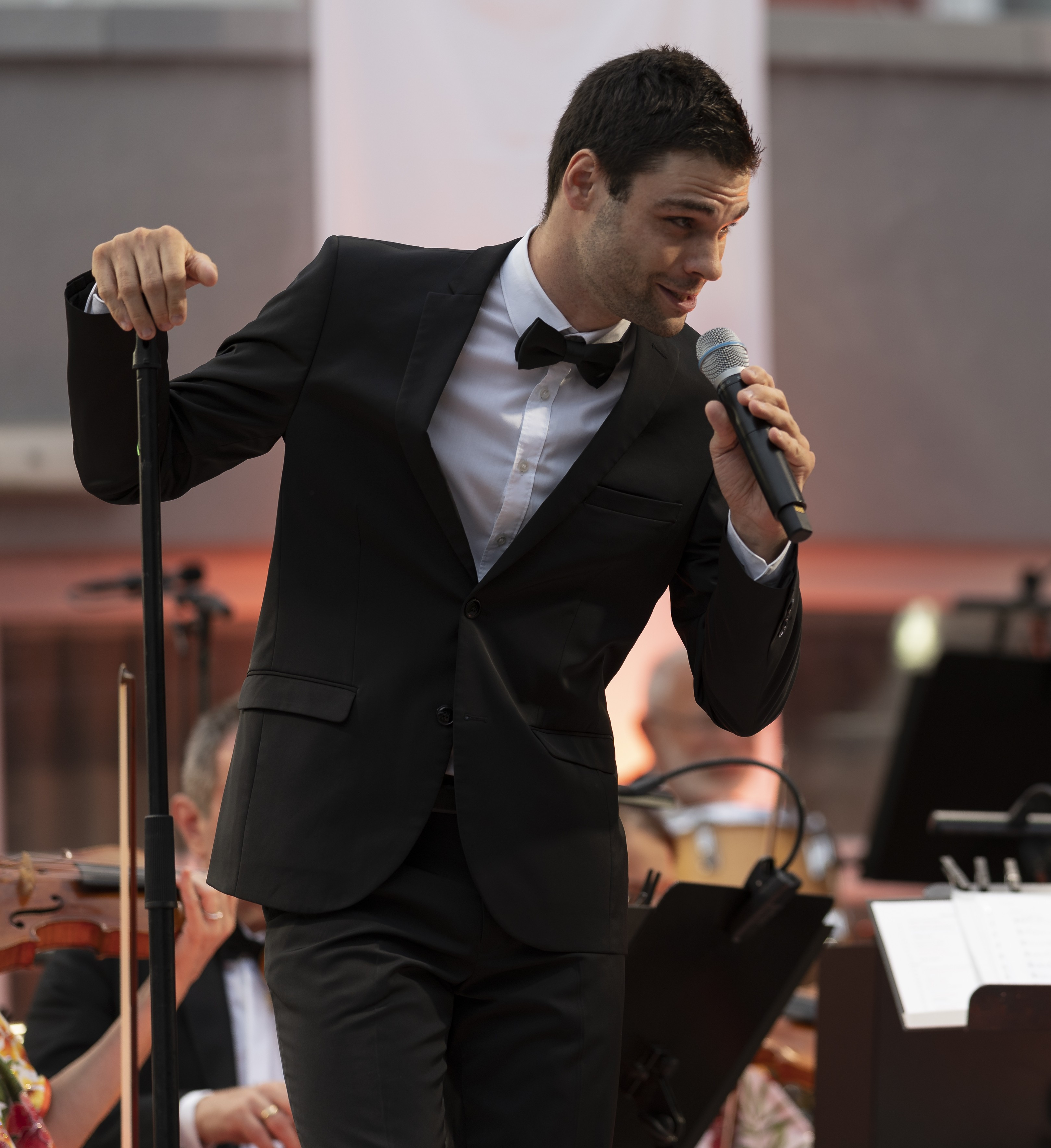
Adrian Burri

Adrian Burri (* 27. November 1992 in Altdorf, Schweiz) ist ein Schweizer Schauspieler, Sänger und Moderator.

## Studium
Als Adrian Burri mit 18 Jahren nach New York reiste und sein erstes Musical „Anything Goes“ am Broadway sah, beschloss er die Ausbildung zum Musicaldarsteller zu machen.
Er absolvierte 2014 das Berufsvorstudium an der Musical Factory Luzern als Musicaldarsteller und bekam im selben Jahr einen von nur 10 Studienplätzen an der Universität der Künste Berlin im Bereich Musical/Show. 2018 hat er sein Studium an der UdK Berlin als Darsteller für Gesang, Schauspiel und Tanz abgeschlossen.
Während der Studienzeit spielte er in den Stücken „Ich meine, es geht ja doch darum, ein Leben zu führen, das einem keine Qual ist“, „Die Csárdásfürstin“ und „Kopfkino das Musical“ mit.

## Karriere
Bisher spielte er in zahlreichen Musicals mit. Er spielte schon das Biest in „Die Schöne und das Biest“, Johann Sebastian Bach in „Bach der Rebell“, Nick Hurley in „Flashdance“, Marty in „Madagascar – ein musikalisches Abenteuer“, Moritz Fischer in „Die Schweizermacher“, den Weltraumprinzen Rodin in der 25-jährigen Jubiläumsausgabe von „Space Dream“, den Alkohol in der Jubiläumsproduktion „Dällebach Kari“ der Thunerseespiele und den Bruno in „Die kleine Niederdorfoper“.
2018 entstand die Zusammenarbeit mit dem Orchester Ronny Heinrich aus Berlin, welche bis heute andauert. So ist er bei Konzerten immer wieder ein gern gesehener Gast und singt unter anderem Lieder von Roy Black.
Es folgten weitere solistische Engagements mit dem Christoph Walter Orchestra, mit welchem er ebenso 2021 den Schlager „Marabu“ produzierte, und als Moderator und Sänger beim Circus Probst.

## Theaterengagements
- 2017–2018: Kopfkino das Musical
- 2018: Die Schöne und das Biest (Tournee), Semmel Concerts
- 2018: Die Schöne und das Biest, Walensee-Bühne
- 2018: Bach der Rebell, Theater Arnstadt
- 2018: Elegies, Admiralspalast Berlin
- 2018–2019: Im weißen Rößl, Malentes Theaterpalast
- 2019: Edith Piaf und Marlene Dietrich – das Musical (Spatz und Engel), MAAG Halle Zürich
- 2019: Madagascar – ein musikalisches Abenteuer, Luisenburg-Festspiele Wunsiedel
- 2019: Grease, Luisenburg-Festspiele Wunsiedel
- 2019–2020: Ein Amerikaner in Paris, Theater Kiel
- 2019–2020: Flashdance (Tournee), BB Promotion
- 2021–2022: Space Dream, MAAG Halle Zürich
- 2021: Die Schweizermacher, See – Burgtheater Kreuzlingen
- 2022: Der Mann von La Mancha, Sommeroper Selzach
- 2022: Avanti! Avanti!, Theatergastspiele Fürth
- 2023: Copyright Girl Musical, Freetown Entertainment Baden
- 2023: Dällebach Kari Musical, Thunerseespiele
- 2023–2024: Ein Käfig voller Narren, Spock Productions, Bernhard-Theater Zürich
- 2024: Heidi – das neue Musical, Walenseebühne
- 2024–2025: Emil und die Detektive, Spock Productions, Bernhard-Theater Zürich
- 2024–2025: Die kleine Niederdorfoper, Spock Productions, Bernhard-Theater Zürich

## Filmographie
- 2016: Unfriend, Kurzspielfilm
- 2016: Memento Mori, Kurzspielfilm
- 2018–2019: Kopfkino das Filmmusical, Spielfilm
- 2020: Niemand muss erfahr’n, Musikvideo
- 2020: Serkar, Kurzspielfilm
- 2020: Axel Springer – Auf der Suche nach der verlorenen Auflage, Kurzspielfilm
- 2020: Oreo Sing It!, Werbefilm
- 2021: Happy Day, TV-Show
- 2021: Evaluation, Kurzspielfilm
- 2023: Tatort: Seilschaft, TV-Film

## Diskographie
- 2018: Kopfkino das Filmmusical, Album
- 2021: Marabu, Single
- 2021: It’s Christmas Time – Christoph Walter Orchestra, Album
- 2021: Judihui und Heirassa, Single
- 2021: Space Dream 2022, Album

## Konzerte
- Seit 2018: Gast Solist beim Orchester Ronny Heinrich
- 2020: The Show Must Go On – Musical Gala, Staatstheater Augsburg
- 2022: It’s Christmas Time (Tournee), Christoph Walter Orchestra

## Moderation
- 2021: 8. Krefelder Weihnachtscircus, Circus Probst
- 2023: POP-UP OM SENSES Dinner Show, Restaurant Oberer Mönchhof ZH